# Michel Lippert
Pour les articles homonymes, voir Lippert.
 (février 2008).
Si vous disposez d'ouvrages ou d'articles de référence ou si vous connaissez des sites web de qualité traitant du thème abordé ici, merci de compléter l'article en donnant les références utiles à sa vérifiabilité et en les liant à la section « Notes et références ».
Michel Hans Lippert, né le 24 avril 1897 et mort le 1er septembre 1969, est un SS-Standartenführer (colonel) connu pour avoir assassiné le chef de la Sturmabteilung (SA) Ernst Röhm en 1934, lors de l'opération de mise au pas de cette organisation nazie, opération connue en français sous le nom de « nuit des Longs Couteaux ».

## Biographie
Policier de 1921 à 1929, Lippert aurait rejoint le NSDAP sous le no 246989 le 1er juin 1930 et la Schutzstaffel sous le no 2968 le 10 mars 1931.
Le 2 juillet 1934, à la demande d'Adolf Hitler, il est chargé avec Theodor Eicke de rendre visite à Ernst Röhm en prison, pour l'inciter à se suicider. À la suite du refus de Röhm, Lippert l'assassine en tirant sur lui à bout portant. Cet événement est un des derniers épisodes de la nuit des Longs Couteaux.
Lippert a intégré la SS-Totenkopfverbände sous les ordres de Theodor Eicke avant de devenir officier de réserve dans la Waffen-SS.
Lippert aurait commandé du 24 septembre 1941 au 2 avril 1942 la 27e division SS de grenadiers volontaires Langemarck, plus spécifiquement la SS-Freiwilligen-Legion « Flandern ». Par la suite, il commande très brièvement la 10e Panzerdivision SS Frundsberg de la création de l'unité en janvier 1943 au 15 février 1943 où il est remplacé par Lothar Debes.
Des années plus tard, au mois de mai 1957,  Michel Lippert est condamné à 18 mois d'emprisonnement par les autorités allemandes pour le meurtre d'Ernst Röhm, à Munich, et à sa participation en tant que colonel de la Waffen-SS  à la supervision du camp de concentration de Dachau. Il exerça son droit à recours et la Cour fédérale de justice confirma le jugement de Munich le 20 mai 1958. Lippert fut incarcéré le 27 août 1958 à la prison de Siegburg et fut libéré sous probation un an plus tard après avoir purgé les deux tiers de la peine.